# Iso-Kytönen (ö, lat 62,48, long 28,61)
Iso-Kytönen är en ö i Finland. Den ligger i sjön Kermajärvi och i kommunen Heinävesi i den ekonomiska regionen  Nyslotts ekonomiska region  och landskapet Södra Savolax, i den sydöstra delen av landet, 300 km nordost om huvudstaden Helsingfors. Öns area är 28,1 hektar och dess största längd är 1,2 kilometer i sydöst-nordvästlig riktning.